# Zsidai János
Zsidai János (1909–1980) csapatvezető vájár a Nógrádi Szénbányászati Tröszt Szorospataki Bányaüzemében. 1961-ben megkapta a Kossuth-díj III. fokozatát „a korszerű bányabiztosításban, valamint az ifjúság és a bányaszakemberek nevelésében elért kimagasló eredményeiért”.

## Élete
Zsidaiék heten voltak testvérek. Édesapja egy bányánál volt ácssegéd; korán elhunyt, ekkor János legidősebb testvére is mindössze 13 éves volt. Zsidai 12 évesen kezdett dolgozni egy majorban, ahol béres, gulyás és kocsis volt egyszerre.
1929-től vájárként dolgozott. 1942-től egy éven át a fronton szolgált.

## Díjai
1954-ben Szocialista Munkáért Érdeméremmel, 1961-ben Kossuth-díjjal, 1970-ben Felszabadulási Jubileumi Emlékéremmel tüntették ki.
A Magyar Nemzet 1961. március 23-i cikke szerint „Zsidai János neve »márka«, fogalom ma a bányászok, csillések, vájárok, aknászok között.” Az újságcikk szerzője fontosnak tartotta kiemelni, hogy „azt a fiatalt, aki bejelenti: »Zsidainál tanultam«, minden brigád tárt karokkal várja”. Az újságíró szerint „a tekintélyt halk hangjával, csodálatos munkabírásával, hihetetlen szorgalmával, emberszeretetével, szakmai tudásával vívta ki”.